# Oisy (Nièvre)
Pour les articles homonymes, voir Oisy.
Oisy est une commune française, située dans le département de la Nièvre en région Bourgogne-Franche-Comté.

## Géographie

### Communes limitrophes
|                     | Andryes(Yonne) | Surgy   |
| Billy-sur-Oisy      | Oisy           | Clamecy |
| Trucy-l'Orgueilleux | Breugnon       |         |

### Climat
Pour des articles plus généraux, voir Climat de la Bourgogne-Franche-Comté et Climat de la Nièvre.
En 2010, le climat de la commune est de type climat océanique dégradé des plaines du Centre et du Nord, selon une étude du Centre national de la recherche scientifique s'appuyant sur une série de données couvrant la période 1971-2000. En 2020, Météo-France publie une typologie des climats de la France métropolitaine dans laquelle la commune est exposée à un climat océanique altéré et est dans la région climatique  Centre et contreforts nord du Massif Central, caractérisée par un air sec en été et un bon ensoleillement. 
Pour la période 1971-2000, la température annuelle moyenne est de 10,9 °C, avec une amplitude thermique annuelle de 16 °C. Le cumul annuel moyen de précipitations est de 786 mm, avec 12 jours de précipitations en janvier et 7,5 jours en juillet. Pour la période 1991-2020, la température moyenne annuelle observée sur la station météorologique de Météo-France la plus proche, « Clamecy », sur la commune de Clamecy à 6 km à vol d'oiseau, est de 11,5 °C et le cumul annuel moyen de précipitations est de 707,4 mm. 
La température maximale relevée sur cette station est de 40,7 °C, atteinte le 25 juillet 2019 ; la température minimale est de −14 °C, atteinte le 9 février 2012,,. 
Les paramètres climatiques de la commune ont été estimés pour le milieu du siècle (2041-2070) selon différents scénarios d'émission de gaz à effet de serre à partir des nouvelles projections climatiques de référence DRIAS-2020. Ils sont consultables sur un site dédié publié par Météo-France en novembre 2022.

## Urbanisme

### Typologie
Au 1er janvier 2024, Oisy est catégorisée commune rurale à habitat dispersé, selon la nouvelle grille communale de densité à sept niveaux définie par l'Insee en 2022.
Elle est située hors unité urbaine. Par ailleurs la commune fait partie de l'aire d'attraction de Clamecy, dont elle est une commune de la couronne,. Cette aire, qui regroupe 45 communes, est catégorisée dans les aires de moins de 50 000 habitants,.

### Occupation des sols
L'occupation des sols de la commune, telle qu'elle ressort de la base de données européenne d’occupation biophysique des sols Corine Land Cover (CLC), est marquée par l'importance des territoires agricoles (77,5 % en 2018), une proportion sensiblement équivalente à celle de 1990 (77,6 %). La répartition détaillée en 2018 est la suivante : terres arables (55,9 %), forêts (19,9 %), prairies (16,8 %), zones agricoles hétérogènes (4,8 %), zones urbanisées (2,6 %). L'évolution de l’occupation des sols de la commune et de ses infrastructures peut être observée sur les différentes représentations cartographiques du territoire : la carte de Cassini (XVIIIe siècle), la carte d'état-major (1820-1866) et les cartes ou photos aériennes de l'IGN pour la période actuelle (1950 à aujourd'hui).

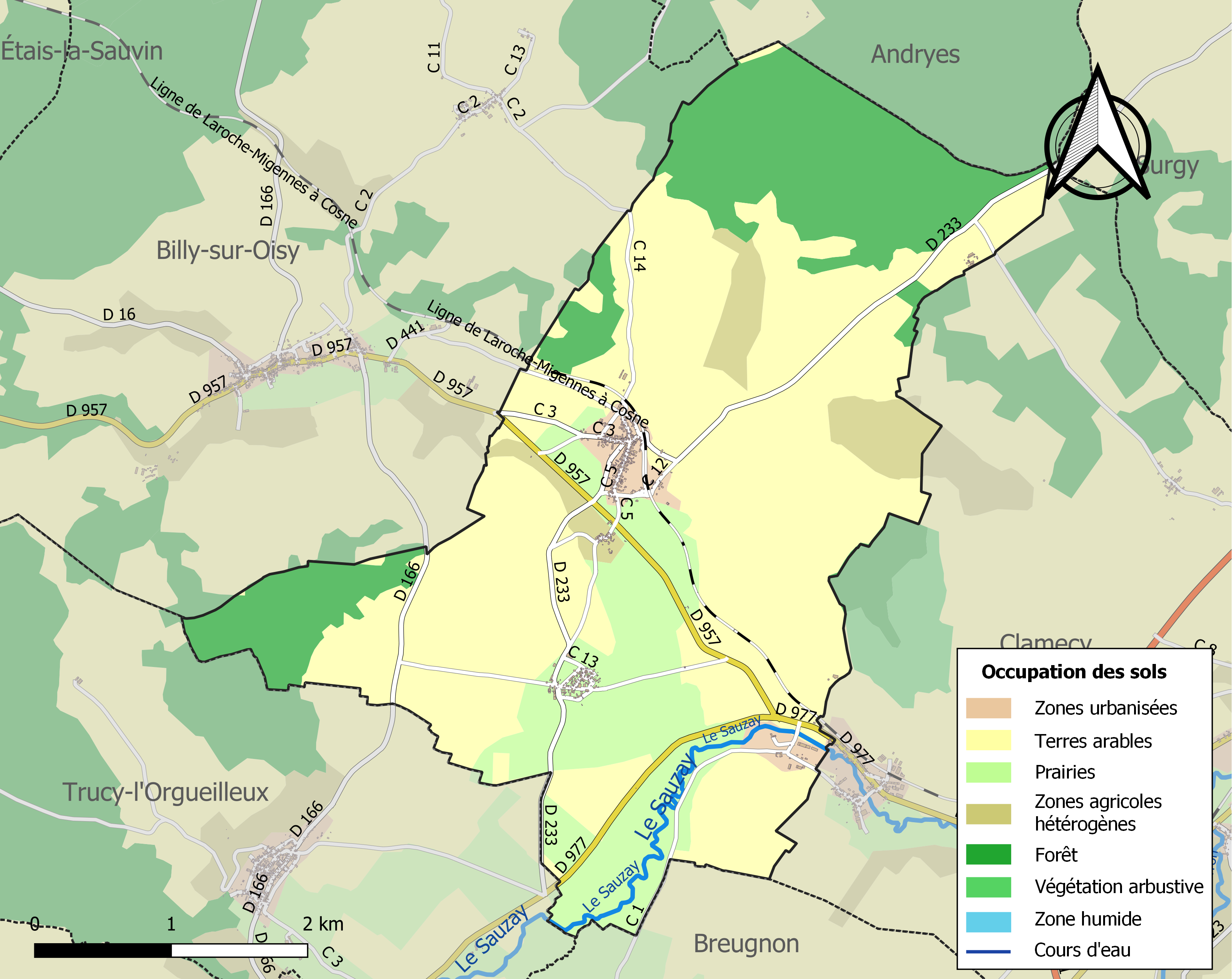
Carte des infrastructures et de l'occupation des sols de la commune en 2018 (CLC).

## Histoire

### Préhistoire
Le site badegoulien (entre Solutréen et Magdalénien) du Mont-Saint-Aubin est redécouvert en 2001 et est fouillé par une équipe de Pierre Bodu de 2002 à 2007. 
De nombreuses lamelles y ont été découvertes, dont la production a été reliée à la confection d'armatures grâce à l'étude de ce mobilier à Oisy. Conséquemment, les pièces communément appelées jusque là « burins transversaux » sont réinterprétées comme étant des nucléus à lamelles. 
Autre conséquence de ces découvertes : jusque là, « le Badegoulien était considéré comme l'une des seules cultures matérielles du Paléolithique supérieur exempte d'une production lithique destinée à l'équipement de chasse » ; de plus, le Badegoulien du Nord de la France était jusqu'alors considéré comme porteur d'un caractère « régressif » à cause de l'absence de lamelles à dos. La récente étude des lamelles d'Oisy met fin à cette vision du Badegoulien

## Politique et administration
| Période                                  | Période  | Identité            | Étiquette | Qualité                                           |
| ---------------------------------------- | -------- | ------------------- | --------- | ------------------------------------------------- |
| Les données manquantes sont à compléter. |          |                     |           |                                                   |
| janv.1994                                | mai 2012 | Jacky Dutarte       |           | Retraité                                          |
| juin 2012                                | 2014     | Jean-Pierre Touviot |           |                                                   |
| 2014                                     | En cours | Brigitte Picq       |           | Retraité, Présidente de la Communauté de communes |

## Démographie
L'évolution du nombre d'habitants est connue à travers les recensements de la population effectués dans la commune depuis 1793. Pour les communes de moins de 10 000 habitants, une enquête de recensement portant sur toute la population est réalisée tous les cinq ans, les populations de référence des années intermédiaires étant quant à elles estimées par interpolation ou extrapolation. Pour la commune, le premier recensement exhaustif entrant dans le cadre du nouveau dispositif a été réalisé en 2005.
En 2022, la commune comptait 304 habitants, en évolution de −0,98 % par rapport à 2016 (Nièvre : −3,28 %, France hors Mayotte : +2,11 %).
| 1793 | 1800 | 1806 | 1821 | 1831 | 1836 | 1841 | 1846 | 1851 |
| ---- | ---- | ---- | ---- | ---- | ---- | ---- | ---- | ---- |
| 678  | 682  | 596  | 718  | 803  | 835  | 876  | 886  | 913  |

| 1856 | 1861 | 1866 | 1872 | 1876 | 1881 | 1886 | 1891 | 1896 |
| ---- | ---- | ---- | ---- | ---- | ---- | ---- | ---- | ---- |
| 858  | 819  | 809  | 814  | 807  | 750  | 739  | 722  | 637  |

| 1901 | 1906 | 1911 | 1921 | 1926 | 1931 | 1936 | 1946 | 1954 |
| ---- | ---- | ---- | ---- | ---- | ---- | ---- | ---- | ---- |
| 583  | 554  | 517  | 432  | 420  | 411  | 385  | 389  | 348  |

| 1962 | 1968 | 1975 | 1982 | 1990 | 1999 | 2005 | 2006 | 2010 |
| ---- | ---- | ---- | ---- | ---- | ---- | ---- | ---- | ---- |
| 351  | 363  | 328  | 306  | 320  | 343  | 298  | 294  | 339  |

| 2015 | 2020 | 2022 | - | - | - | - | - | - |
| ---- | ---- | ---- | - | - | - | - | - | - |
| 311  | 299  | 304  | - | - | - | - | - | - |

## Culture et patrimoine

### Personnalités liées à la commune
- La chanteuse Rika Zarai (1938-2020) est inhumée à Oisy, où elle possédait une propriété depuis quelques années.